# Coupe du monde de course en montagne 2020
Navigation
2019 2021
La Coupe du monde de course en montagne 2020 est la vingt-deuxième édition de la Coupe du monde de course en montagne, compétition internationale de courses en montagne organisée par l'association mondiale de course en montagne. À la suite des nombreux reports et annulations causés par la pandémie de Covid-19, l'association mondiale de course en montagne a décidé d'annuler la saison 2020.

## Règlement
Les courses sont réparties en trois formats distincts :
- Vertical : distance d'environ 3 à 8 km avec un dénivelé positif compris entre 750 et 1 000 m (150 à 250 m/km)
- Classique : distance d'environ 9 à 21 km, dénivelé positif et négatif entre 100 et 150 m/km
- Long : distance d'environ 22 à 45 km, dénivelé positif et négatif entre 80 et 120 m/km

Le calcul des points est identique dans les catégories féminines et masculines. Pour être classé, un athlète doit participer à au moins deux épreuves. En plus du classement général, un classement par format est effectué. Le score final de chaque catégorie cumule les 3 meilleures performances de la saison et celui général, les 6 meilleures performances toutes catégories confondues. Un bonus de 10 points est accordé aux participants de la finale de chaque catégorie, à Canfranc pour les formats classique et long et à Chiavenna pour le format vertical.  Un bonus de participation de 40 points est accordé aux athlètes prenant part à au moins 5 courses (toutes catégories confondues). Un bonus supplémentaire de 24 points est accordé aux athlètes prenant part à au moins 8 courses (toutes catégories confondues). De plus, un bonus de 24 points est accordé aux athlètes prenant part à au moins une course de chaque format. Ces bonus sont cumulables. Ainsi, un athlète prenant part à 8 courses dans les 3 formats reçoit un bonus de participation de 88 points.
| Classement | 1er | 2e | 3e | 4e | 5e | 6e | 7e | 8e | 9e | 10e | 11e | 12e | 13e | 14e | 15e | 16e | 17e | 18e | 19e | 20e | 21e | 22e | 23e | 24e | 25e |
| ---------- | --- | -- | -- | -- | -- | -- | -- | -- | -- | --- | --- | --- | --- | --- | --- | --- | --- | --- | --- | --- | --- | --- | --- | --- | --- |
| Points     | 100 | 90 | 85 | 80 | 75 | 70 | 65 | 60 | 55 | 50  | 45  | 40  | 35  | 30  | 25  | 20  | 15  | 10  | 5   | 4   | 1   | 1   | 1   | 1   | 1   |

## Programme
Le calendrier se compose de douze courses réparties sur neuf événements comprenant cinq courses classiques, quatre courses longues et trois kilomètres verticaux. L'Espagne fait son apparition au calendrier avec le Zumaia Flysch Trail dans le pays Basque et Canfranc-Canfranc dans les Pyrénées, tout comme la République tchèque avec le semi-marathon de Krkonoše. Les grandes classiques Sierre-Zinal et la course de montagne du Grossglockner sont reconduites, tout comme la Broken Arrow Skyrace. Les célèbres épreuves italiennes Trophée Nasego et kilomètre vertical Chiavenna-Lagùnc rejoignent le calendrier. Après 14 ans d'affilée à officier comme finale, la course de Šmarna Gora disparaît du calendrier.
Initialement agendées au 3 mai, les courses du Zumaia Flysch Trail sont d'abord reportées au 27 septembre, puis annulées en raison de la pandémie de Covid-19,. Initialement agendé les 16 et 17 mai, le Trophée Nasego est reporté au week-end du 3 et 4 octobre. Le kilomètre vertical Chiavenna-Lagùnc est décalé d'une semaine pour s'accorder avec les nouvelles dates,. La Broken Arrow Skyrace est annulée, tout comme la course de montagne du Grossglockner et le semi-marathon de Krkonoše.
| Nom de la course                    | Distance | Dénivelé            | Pays       | Date              | Type      |
| ----------------------------------- | -------- | ------------------- | ---------- | ----------------- | --------- |
| Broken Arrow Skyrace                | 26 km    | +/-1 500 m          | États-Unis | Annulé            | long      |
| Course de montagne du Grossglockner | 13,3 km  | +1 265 m / -150 m   | Autriche   | Annulé            | classique |
| Semi-marathon de Krkonoše           | 21 km    | +1 220 m            | Tchéquie   | Annulé            | classique |
| Canfranc-Canfranc Maratón           | 45 km    | +/-3 910 m          | Espagne    | 12 septembre 2020 | long      |
| Canfranc-Canfranc 16K               | 16 km    | +/-1 560 m          | Espagne    | 12 septembre 2020 | classique |
| Sierre-Zinal                        | 31 km    | +2 200 m / -1 100 m | Suisse     | 13 septembre 2020 | long      |
| Nordkette Vertical                  | 3,44 km  | +1 036 m            | Autriche   | 19 septembre 2020 | vertical  |
| Zumaia Flysch Trail Maratoia        | 42,2 km  | +/-2 250 m          | Espagne    | Annulé            | long      |
| Zumaia Flysch Trail Kadeteak        | 14,05 km | +/-425 m            | Espagne    | Annulé            | classique |
| Vertical Nasego                     | 4,2 km   | +1 000 m            | Italie     | 3 octobre 2020    | vertical  |
| Trophée Nasego                      | 20,6 km  | +1 336 m/-1 039 m   | Italie     | 4 octobre 2020    | classique |
| Kilomètre vertical Chiavenna-Lagùnc | 3,3 km   | +1 000 m            | Italie     | 10 octobre 2020   | vertical  |

## Annulation
Le 11 mai 2020, après avoir vu plusieurs des manches reportées et annulées et au vu de la situation incertaine concernant la tenue des courses, l'association mondiale de course en montagne décide d'annuler la saison 2020.